# カイウラニ
カイウラニ（英語全名：Victoria Kawekiu Lunalilo Kalaninuiahilapalapa Kaʻiulani Cleghorn, 1875年10月16日 - 1899年5月6日）は、ハワイ王国の王女。

## 人物
1875年にカラカウア王の妹であるリケリケ王女を母に、スコットランド人アーチボルド・クレグホーンを父として生まれ、生後すぐにカラカウア家へ養女に出される。早くから王家の次世代後継者と目されて、国民的人気も高かった。
1889年から、カラカウア王の指示でイギリスに留学。留学中にカラカウアは死去し、伯母のリリウオカラニから王位継承権第1位を指名される。1893年にクーデターが起こってハワイ王国が滅亡すると、英国留学中だったカイウラニは渡米してクーデターの不当性を訴え、グロバー・クリーブランド米大統領との面談に成功し、徹底調査する約束を取り付ける。

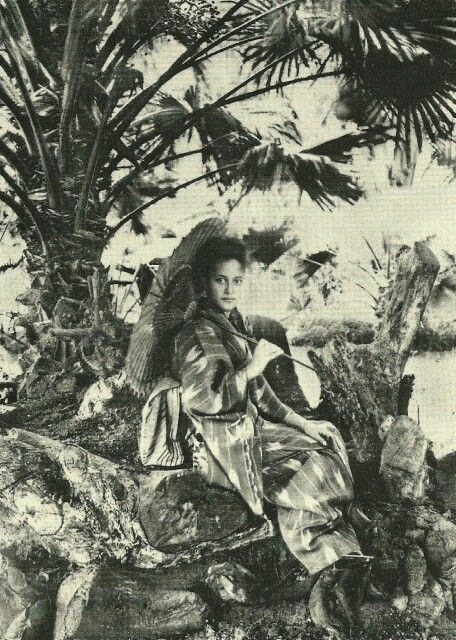
着物を着たカイウラニ。女王リリウオカラニの姪で王位継承者であったが、ハワイ併合の翌年に死去した

1897年11月、カイウラニは8年ぶりにハワイに帰国。1899年、炎症性リウマチにより23歳で死去。

## その他

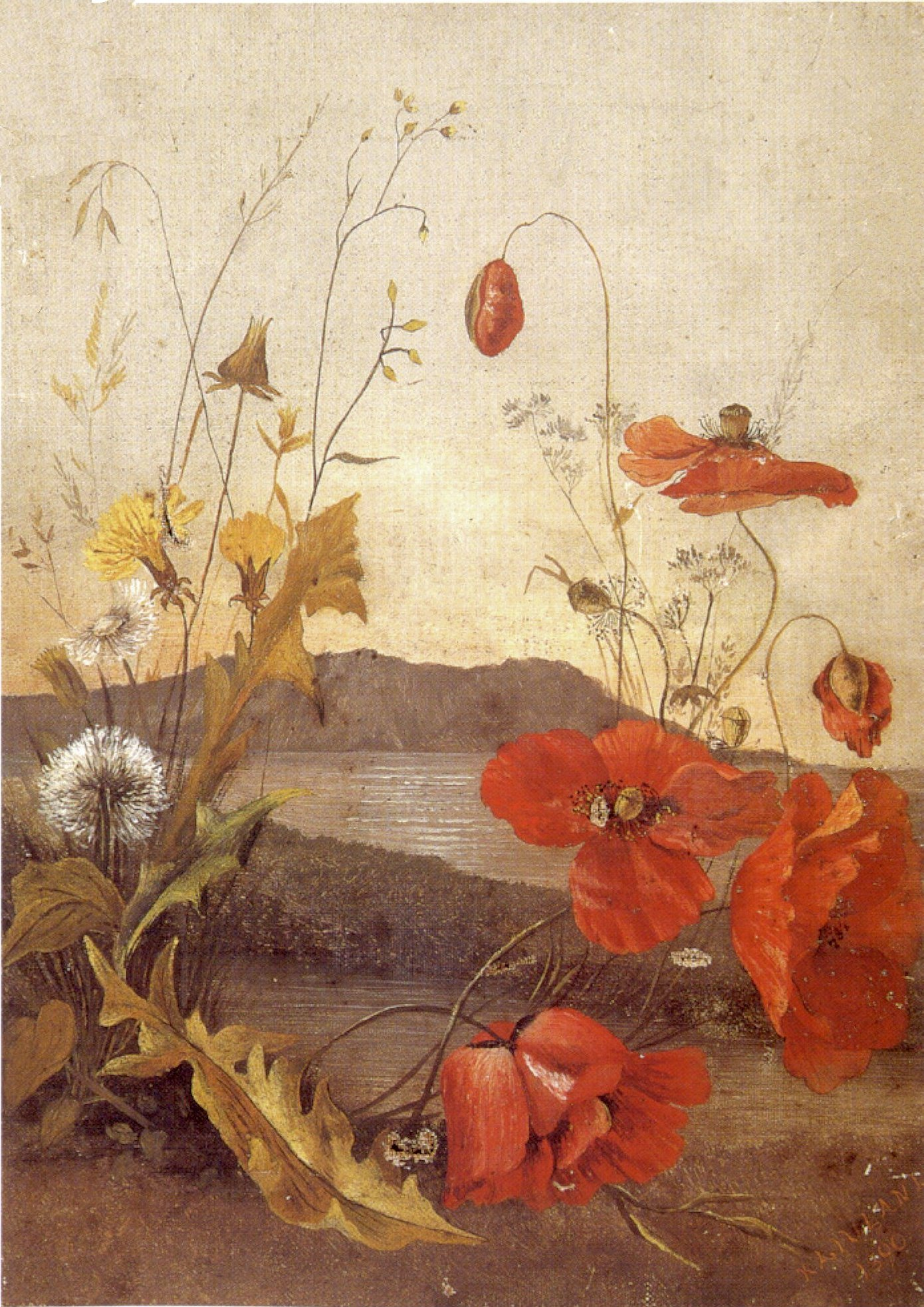
カイウラニの描いた油絵（1890年）

1881年（明治14年）3月11日、来日中のハワイ王国のカラカウア国王は、赤坂離宮で明治天皇と会談した際、幾つかの提案をした。その一つが姪のカイウラニ王女と山階宮定麿王との縁談である（当時山階宮定麿王は13歳、カイウラニは5歳）。この縁談によってハワイ王室と日本の皇室との結びつきを強くして、ハワイ王国の存続を考えていたとされる。逆に日本側としてはハワイ併合を狙うアメリカの反感を買う恐れがある縁談話だった。この提案を受けた時の天皇の反応について、カラカウア王の随行員の一人ウィリアム・ネヴィンズ・アームストロングは、「天皇は王の提案に上機嫌かつ丁重に耳を傾けた。しかし天皇は、それは熟慮を要することだと言った。日本の伝統から大きく逸脱することになる、と」と記している。結局、1882年（明治15年）1月14日に山階宮本人、ついで2月には外務卿井上馨からカラカウア王へ書簡を送ってこの縁談話を断っている。断りの理由は山階宮には幼少の頃から決められた許嫁があり、王女との結婚を考える自由がないというものだった。